# REAL (아이유의 EP)
《REAL》(리얼)은 대한민국의 여자 팝 가수 아이유의 세 번째 미니앨범으로 로엔 엔터테인먼트에 의해 2010년 12월 9일에 발매되었다. 총 7트랙으로 구성되어 있으며 타이틀곡은 〈좋은 날〉이다. Real은 가온차트 앨범판매량 기준으로 2011년 9월까지 72,378장이 판매되었고, 한터 판매량 기준으로는 2011년 11월까지 한정판을 포함하여 36,000여장이 판매되었다.

## 개요
《REAL》은 아이유의 지난 미니앨범이었던 IU...IM을 출시한지 약 1년여만에 내는 미니앨범으로, 〈잔소리〉때 함께 작업했었던 조영철 프로듀서와 아이유와 오랜 시간 호흡을 맞춘 최갑원 프로듀서가 공동 프로듀싱을 맡았고, 여기에 윤상, 김형석, 윤종신, 최갑원, 이민수, 신사동호랭이, 김이나, 전승우, PJ, 민웅식 등 국내 가요계 정상급 작가들이 참여한 음반이다.

타이틀곡인 〈좋은 날〉은 〈잔소리〉의 작곡가 이민수, 작사가 김이나가 다시 한번 뭉쳐 작업한 곡으로써 경쾌한 멜로디와 스트링 편성, 펑키한 리듬 중심의 웅장하면서도 다이나믹한 사운드를 기본으로 전개하면서 바이올린, 브라스, 기타, 오르간 솔로가 아이유와 주고받는 형식으로 연주되는 독특한 구성이 돋보이는 곡이다.
한편, 《REAL》은 아이유가 데뷔한 후 발매한 음반 중에 처음으로 '일반판'과 '스페셜 한정판', 2가지 버전으로 발매되며, '스페셜 한정판'은 40페이지 구성의 화보와 캘린더, 포스트잇 등의 특별한 아이템이 추가되어 발매되었다. 당초 5000장 한정판으로 판매할 계획이었으나 주문량이 많아 4000장을 추가 생산하였다.

## 발매과정 및 공연활동
《REAL》은 2010년 12월 2일에 처음으로 아이유 미투데이에서 자켓사진과 함께 2010년 12월 9일에 발매된다는 소식이 올라왔고, 2010년 12월 3일에는 KBS 2TV 뮤직뱅크, 2010년 12월 5일에는 SBS 인기가요에서 아이유 컴백 티저영상이 나왔다. 2010년 12월 6일에 아이유 공식 팬카페 '유애나'에서 21초 분량의 공식 티저영상이 나왔고, 2010년 12월 9일에 음원 공개일에 맞춰 5분 57초 분량의 공식 뮤직비디오도 공개되었다.
아이유는 2010년 12월 10일에 KBS2 뮤직뱅크에서 데뷔 후 처음으로 컴백 스페셜 무대를 가졌으며, 〈첫 이별 그날 밤〉과 〈좋은 날〉을 부르며 컴백하였는데, 〈좋은 날〉의 3단 고음이 화제가 되어서 여러 누리꾼들이 패러디를 만들어 내기도 하였다. 한편 12월 17일 연말 특집 KBS 《뮤직뱅크》에선 3단 고음을 하지 않아 네티즌들의 궁금증을 자아냈는데, 그 이유는 소속사측에서 “단지 노래 자체가 고음이다 보니 아이유를 위한 소속사측의 배려였다”라고 말했다. 이후의 무대에서도 종종 3단 고음대신 MR로 처리했다.
아이유는 KBS 월화드라마 《드림 하이》촬영과 가수활동, 예능활동을 병행하느라 건강이 나빠져 빨리 활동을 접는다고 14일 한 인터뷰에서 말하며, 2011년 1월 16일 SBS 《인기가요》의 무대를 마지막으로 〈좋은 날〉 활동을 마쳤다.

## 평가
2011년 1월 25일 ~ 1월 27일까지 국토해양부 트위터를 통해 총 713명의 트위터 이용자들을 대상으로 '설 연휴 귀성길에서 가장 듣고 싶은 곡'에 대한 설문조사에서 19%로 〈좋은 날〉이 1위로 꼽혔다.

## 트랙리스트
| #             | 제목                                           | 작사           | 작곡                 | 편곡                 | 재생 시간 |
| ------------- | ---------------------------------------------- | -------------- | -------------------- | -------------------- | --------- |
| 1.            | 〈이게 아닌데〉                                | 김이나         | 김형석               | 윤우석               | 3:04      |
| 2.            | 〈느리게 하는 일〉                             | 최갑원         | PJ, 민웅식           | 김진훈               | 4:11      |
| 3.            | 〈좋은 날〉                                    | 김이나         | 이민수               | 이민수               | 3:53      |
| 4.            | 〈첫 이별 그날 밤〉                            | 윤종신         | 윤종신               | 조정치               | 4:26      |
| 5.            | 〈혼자 있는 방〉                               | 최갑원, 아이유 | 전승우               | 전승우               | 3:57      |
| 6.            | 〈미리 메리 크리스마스 (Feat. 천둥 of MBLAQ)〉 | 최갑원         | 신사동호랭이, 최규성 | 신사동호랭이, 최규성 | 4:28      |
| 7.            | 〈좋은 날 (Inst.)〉                            |                | 이민수               | 이민수               | 3:53      |
| 총 재생 시간: | 총 재생 시간:                                  | 총 재생 시간:  | 총 재생 시간:        | 총 재생 시간:        | 28:06     |

## 차트 성과
Real의 타이틀곡인 〈좋은 날〉은 음원이 공개되자 마자 큰 호응을 얻으며 바로 실시간 차트에서 1위를 차지했고, 일간차트도 발매한지 단 하루만에 주요 음원사이트에서 전부 1위를 차지하였다. 이 성적은 아이유가 이제까지 발매한 노래, 음반 중에 가장 많은 인기를 얻은 것이다.
다음은 〈좋은 날〉의 음원사이트 일간차트에서 1위 기간이다.
| 음원사이트                            | 1위 기간                            | 비고                    |
| ------------------------------------- | ----------------------------------- | ----------------------- |
| 멜론                                  | 2010년 12월 10일 ~ 2011년 1월 7일   | 연속 29일 1위           |
| 엠넷                                  | 2010년 12월 10일 ~ 2010년 12월 15일 | 총 9일 1위 (연속 6일)   |
| 엠넷                                  | 2010년 12월 21일 ~ 2010년 12월 23일 | 총 9일 1위 (연속 6일)   |
| 도시락                                | 2010년 12월 10일 ~ 2010년 12월 27일 | 연속 18일 1위           |
| 벅스뮤직                              | 2010년 12월 10일 ~ 2010년 12월 14일 | 총 13일 1위 (연속 8일)  |
| 벅스뮤직                              | 2010년 12월 18일 ~ 2010년 12월 25일 | 총 13일 1위 (연속 8일)  |
| 소리바다                              | 2010년 12월 10일 ~ 2010년 12월 27일 | 총 23일 1위 (연속 18일) |
| 소리바다                              | 2011년 1월 1일 ~ 2011년 1월 5일     | 총 23일 1위 (연속 18일) |
| 싸이월드                              | 2010년 12월 10일 ~ 2010년 12월 24일 | 총 20일 1위 (연속 15일) |
| 싸이월드                              | 2010년 12월 26일 ~ 2010년 12월 27일 | 총 20일 1위 (연속 15일) |
| 싸이월드                              | 2010년 12월 31일 ~ 2011년 1월 2일   | 총 20일 1위 (연속 15일) |
| 몽키3 보관됨 2016-01-23 - 웨이백 머신 | 2010년 12월 10일 ~ 2010년 12월 29일 | 총 23일 1위 (연속 20일) |
| 몽키3 보관됨 2016-01-23 - 웨이백 머신 | 2010년 12월 31일                    | 총 23일 1위 (연속 20일) |
| 몽키3 보관됨 2016-01-23 - 웨이백 머신 | 2011년 1월 2일 ~ 2011년 1월 3일     | 총 23일 1위 (연속 20일) |
| 위의 전 음원사이트 1위 기간           | 위의 전 음원사이트 1위 기간         | 비고                    |
| 2010년 12월 10일 ~ 2010년 12월 14일   | 2010년 12월 10일 ~ 2010년 12월 14일 | 총 8일                  |
| 2010년 12월 21일 ~ 2010년 12월 23일   |                                     | 총 8일                  |

〈좋은 날〉의 주간차트도 멜론 (2010.12.12 ~ 2011.01.08), 소리바다 (2010.12.12 ~ 2011.01.08), 싸이월드(12월 둘째주 ~ 1월 첫째주)에서는 4주연속 1위, 엠넷 (2010.12.06 ~ 2010.12.26)에서는 3주연속 1위, 도시락 (2010.12.13 ~ 2010.12.26), 벅스 (2010.12.12 ~ 2010.12.25)에서는 2주 연속 1위를 차지하였다. 특히 싸이월드에서는 발매한지 10일만에 10만곡, 33일만에 20만곡을 팔아 실버 메달을 얻었다.
2010년 12월의 월간차트도 멜론, 도시락, 엠넷, 소리바다 등 월간차트를 제공하는 음원사이트에서는 모두 1위를 차지했으며, 특히 멜론은 2011년 1월의 월간차트에서도 1위를 기록하여 데뷔 후 처음으로 2개월 연속 1위를 차지했다.
한편, 가요 프로그램의 순위에서도 좋은 성적을 거두었는데, 2010년 12월 19일 《SBS 인기가요》에서는 테이크 세븐(Take 7)에 오른 첫주에 아이유 단독으로는 처음으로 뮤티즌 송을 차지하였고, 2010년 12월 23일에는 Mnet 《엠 카운트다운》에서, 2010년 12월 24일에는 KBS 2TV 《뮤직뱅크》에서 K차트 1위를 차지했다. 2011년 1월 7일에는 KBS 《뮤직뱅크》 K차트에서 1위를 수상하며 데뷔 후 처음으로 3주 연속 1위를 차지하였으며 연말 결산에서도 1위를 기록하였다.
다음은 〈좋은 날〉의 KBS 《뮤직뱅크》 K차트 순위이다.
| 주간                                    | 순위 | 비고      |
| --------------------------------------- | ---- | --------- |
| 12월 셋째주 (2010.12.06 ~ 2010.12.12)   | 11위 | 진입      |
| 12월 넷째주 (2010.12.13 ~ 2010.12.19)   | 1위  |           |
| 12월 마지막주 (2010.12.20 ~ 2010.12.26) | 1위  | 시상 못함 |
| 1월 첫째주 (2010.12.27 ~ 2011.01.02)    | 1위  |           |
| 1월 둘째주 (2011.01.03 ~ 2011.01.09)    | 2위  |           |
| 1월 셋째주 (2011.01.10 ~ 2011.01.16)    | 3위  |           |
| 1월 넷째주 (2011.01.17 ~ 2011.01.23)    | 3위  |           |
| 2월 첫째주 (2011.01.24 ~ 2011.01.30)    | 2위  |           |
| 2월 둘째주 (2011.01.31 ~ 2011.02.06)    | 2위  |           |
| 2월 셋째주 (2011.02.07 ~ 2011.02.13)    | 2위  |           |
| 2월 넷째주 (2011.02.14 ~ 2011.02.20)    | 2위  |           |

- KBS2 《뮤직뱅크》 연말결산 K차트

| 결산                             | 순위 |
| -------------------------------- | ---- |
| 2011년 (2011.01.01 ~ 2011.12.11) | 1위  |

### 가온 차트
가온차트에서도 〈좋은 날〉이 온라인 음원사이트의 성적을 바탕으로 좋은 성적을 거두었는데, 2010년 12월 둘째주부터 2011년 1월 셋째주까지 6주 연속으로 1위를 하였다.
좋은 날
| 차트 (2010)             | 최고 기록 |
| ----------------------- | --------- |
| 가온 BGM차트            | 1         |
| 가온 디지털 종합차트    | 1         |
| 가온 모바일차트         | 1         |
| 가온 온라인차트         | 1         |
| 소리바다 종합 주간 차트 | 1         |

| 이전 〈똑같다면〉―브라운 아이드 소울 | 가온 디지털 종합 주간 차트 1위 노래 2010년 12월 5일 ~ 2011년 1월 18일(6주) | 다음 〈그 남자〉―현빈 |

## 참여 스텝
- 프로듀서: 조영철, 최갑원
- 레코딩 스튜디오: Loen Studio, T Studio, Booming Studio, Musicabal Studio, K-note
- 레코딩 엔지니어: 손명갑, 선영, 허은숙, 최영희, 김일호, 박지연, 김민희
- 믹싱 스튜디오: Vitamin Studio, W Sound, Musicabal studio
- 믹싱 엔지니어: 고현정, 조준성, 고승욱
- 마스터링: 전훈 at Sonic Korea
- 매니지먼트 감독: 남궁찬, 조춘호
- 매니지먼트 보조: 배종한, 박정현, 박주원, 박성우
- A&R(레퍼토리): 김진명, 김이나, 오유경
- 마케팅: 박혜선, 박시원, 안수현
- 얼라이언스 마케팅: 김창수
- 어드미니스트레이션 서포트: 이정민
- 비주얼 감독: 황수아
- 스타일리스트: 최혜련
- 헤어: 김정한
- 메이크업: 고유경